# Островное командование Гренландии
Островное командование Гренландии (дат. Grønlands Kommando; или просто GLK) — датский военный орган, отвечающий за безопасность Гренландии и подчиняющийся главнокомандованию датских вооружённых сил. Штаб-квартира командования находится в Кангилиннгуите. Островное командование имеет представителей при командовании американской авиабазой Туле.

## История
После окончания Второй мировой Войны датчане всерьёз озаботились безопасностью Гренландии. В 1946 году было создано Островное командование Гренландии. Сначала эта структура называлась «Командование ВМС Гренландии», но в 1951 году название было изменено на «Островное командование Гренландии». 31 октября 2012 года Островное командование Гренландии было объединено с Командованием Фарерских островов, образовав Арктическое командование. Арктическое командование отвечает за руководство вооружёнными силами Гренландии и патрулём Сириус.
Согласно датско-гренландским договорам поиск и осуществление спасательных операций ложится на плечи Гренландских спасательных служб. В случае надобности, они могут запрашивать помощь Air Greenland, патруля Сириус, авиабазы Туле, а также спасательных подразделений Исландии. Контингент командования составляет 150 человек.
Помимо 1−2 боевых кораблей по ротации и 2−3 катеров охраны рыболовства Гренландскому командованию подчиняется санный патруль «Сириус» численностью около 30 человек.

## Галерея
- Датский патрульный корабль Hvidbjørnen (F360) на стоянке в Кангилиннгуите
- Ледокол «Sisak IV»
- Датский патрульный корабль «Knud Rasmussen»